# August Sokołowski
August Sokołowski (28. srpna 1846 Zarubany – 17. května 1921 Varšava) byl rakouský historik a politik polské národnosti z Haliče, na konci 19. století poslanec Říšské rady.

## Biografie
Působil jako historik. Věnoval se středověkým, později i novověkým dějinám Polska. Od roku 1880 byl profesorem na Jagellonské univerzitě.
Byl i poslancem Říšské rady (celostátního parlamentu Předlitavska), kam usedl ve volbách roku 1891 za kurii městskou v Haliči, obvod Krakov. Mandát obhájil ve volbách roku 1897. Ve volebním období 1891–1897 se uvádí jako Dr. August Sokołowski, gymnáziální profesor, bytem Krakov.
Ve volbách roku 1891 se uvádí jako kandidát Polského klubu. I do voleb roku 1897 šel jako oficiální polský kandidát.